# (3121) Tamines
(3121) Tamines es un asteroide perteneciente al cinturón de asteroides, descubierto el 2 de marzo de 1981 por Henri Debehogne y el también astrónomo Giovanni de Sanctis desde el Observatorio de La Silla, Chile.

## Designación y nombre
Designado provisionalmente como 1981 EV. Fue nombrado Tamines en homenaje a Tamines un municipio belga.